# Meopham
Meopham – wieś w Anglii, w hrabstwie Kent, w dystrykcie Gravesham. Leży 16 km na północny zachód od miasta Maidstone i 38 km na południowy wschód od centrum Londynu. W 2001 miejscowość liczyła 6427 mieszkańców.